# Wiley Thompson
Wiley Thompson (* 23. September 1781 im Amelia County, Virginia; † 28. Dezember 1835 im Marion County, Florida) war ein US-amerikanischer Politiker. Zwischen 1821 und 1833 vertrat er den Bundesstaat Georgia im US-Repräsentantenhaus.

## Werdegang
Über Thompsons Jugend und schulische Ausbildung ist nichts bekannt. Er zog nach Elberton in Georgia, wo er im Jahr 1808 Commissioner der Elbert County Academy war. Politisch wurde er Mitglied der Demokratisch-Republikanischen Partei. Zwischen 1817 und 1819 gehörte Thompson dem Senat von Georgia an. Zwischen 1817 und 1824 war er aktives Mitglied der Staatsmiliz, in der er bis zum Generalmajor aufstieg. Nach der Auflösung seiner Partei in den 1820er Jahren schloss er sich Andrew Jackson und dessen 1828 gegründeter Demokratischen Partei an.
Bei den staatsweit abgehaltenen Kongresswahlen des Jahres 1820 wurde Thompson für das sechste Abgeordnetenmandat von Georgia in das US-Repräsentantenhaus in Washington, D.C. gewählt, wo er am 4. März 1821 die Nachfolge von William Terrell antrat. Nach fünf Wiederwahlen konnte er bis zum 3. März 1833 sechs Legislaturperioden im Kongress absolvieren. Diese waren bis 1829 von den Diskussionen zwischen den Anhängern und Gegnern von Andrew Jackson geprägt. Seit Jacksons Amtsantritt als US-Präsident im März 1829 wurde innerhalb und außerhalb des Kongresses über dessen Politik gestritten. Dabei ging es um die umstrittene Durchführung des Indian Removal Act, die Nullifikationskrise mit dem Staat South Carolina und die Bankenpolitik des Präsidenten.
Nach seinem Ausscheiden aus dem US-Repräsentantenhaus war Thompson im Jahr 1833 Delegierter auf einer Versammlung zur Überarbeitung der Staatsverfassung von Georgia. Im Jahr 1834 wurde er zum Indianerbeauftragten ernannt. Dabei sollte er die im Rahmen des umstrittenen Indian Removal Act festgelegte Vertreibung der Indianer aus Florida überwachen. In dieser Funktion wurde er von einer Gruppe von aufgebrachten Seminolen unter der Führung von Osceola am 28. Dezember 1835 nahe dem damaligen Fort King getötet. Wiley Thompson wurde auf seinem Anwesen in Elberton beigesetzt.